# Michael Wenzl
Michael Wenzl (* 6. Februar 1991 in Kuchen, Baden-Württemberg) ist ein ehemaliger deutscher Basketballspieler. Wenzl wurde in den Nachwuchsmannschaften des deutschen Erstligisten Ratiopharm Ulm ausgebildet und bestritt für diesen in der Bundesliga-Saison 2009/10 seine ersten beiden Einsätze in der höchsten deutschen Spielklasse. Insgesamt kam er für Ulm und Quakenbrück auf 66 Bundesliga-Einsätze.
Sein zwei Jahre jüngerer Bruder Andreas spielte für die Erstligisten aus Ulm und Trier.

## Karriere
Wenzl wechselte auf die Ratiopharm Akademie und spielte dort für die Nachwuchsmannschaft des deutschen Erstligisten aus Ulm in der Nachwuchs-Basketball-Bundesliga (NBBL). In der Bundesliga-Spielzeit 2009/10 hatte er wie sein zwei Jahre jüngerer Bruder Andreas seine ersten beiden Einsätze in der höchsten deutschen Spielklasse. In der folgenden Saison 2010/11 spielte er mit Doppellizenz hauptsächlich für Ulms Kooperationspartner Weißenhorn Youngstars in der dritthöchsten Spielklasse ProB, wo er auf durchschnittlich gut zwölf Punkte und sechs Rebounds pro Spiel kam. Gleichzeitig wurde Wenzl von Erstliga-Trainer Thorsten Leibenath auch regelmäßig in der höchsten Spielklasse eingesetzt, wo er in 25 Einsätzen jedoch nur auf gut drei Minuten durchschnittliche Einsatzzeit kam. In der Saison 2011/12 stagnierten seine Spielanteile jedoch sowohl in der Basketball-Bundesliga, in der Ulm das Zweiter der deutschen Meisterschaft wurde, als auch in der ProB für Weißenhorn, das nach Punktabzügen erst in den Play-downs den Klassenerhalt sicherte.
Zur Saison 2012/13 wechselte Wenzl daher nach Niedersachsen zum Erstliga-Absteiger BG 74 Göttingen. Die Göttinger hatten sich nach Abstieg und Insolvenz neu aufgestellt und zusammen mit unter anderem Akeem Vargas erreichte die Mannschaft unter Trainer Johan Roijakkers den zweiten Platz nach der Hauptrunde der ProA-Saison 2012/13. In den Play-offs um den Aufstieg scheiterte man dann jedoch bereits in der ersten Runde am direkten Wiederaufstieg. Wenzl hatte nennenswerte Einsatzzeit erhalten und kehrte zur Bundesliga-Saison 2013/14 in die höchste Spielklasse zurück, als er von den Artland Dragons aus Quakenbrück unter Vertrag genommen wurde. Mit den Niedersachsen spielte Wenzl auch erstmals in einem europäischen Vereinswettbewerben, als er mit der Mannschaft jedoch im Eurocup bereits nach der Vorrunde ausschied. In der Liga entthronte die Mannschaft als Siebter in der ersten Play-off-Runde um die Meisterschaft überraschend den vierfachen Titelverteidiger Brose Baskets, schied anschließend in der Halbfinalserie gegen Alba Berlin aus. Wenzl hatte in 17 Einsätzen gut fünf Minuten pro Spiel an Einsatzzeit bekommen und war in den Play-offs nicht mehr eingesetzt worden. Nach der Verpflichtung von A-Nationalspieler Andreas Seiferth auf seiner Position wechselte Wenzl, der im Sommer 2014 in der A2-Nationalmannschaft zusammen mit seinem Bruder Andreas unter anderem bei einem Turnier in der Volksrepublik China eingesetzt wurde, in die ProA zurück, wo er sich den neu gegründeten Hamburg Towers anschloss. In der ProA-Spielzeit 2014/15 erreichte die Mannschaft als Achtplatzierter die Play-offs um den Aufstieg, in denen man dem Erstliga-Absteiger und Hauptrundenersten s.Oliver Baskets Würzburg glatt in drei Spielen unterlag. Im März 2016 zog er sich eine Knieverletzung zu und fiel bis zum Ende der Saison 2015/16 aus, anschließend wurde sein Vertrag in Hamburg nicht verlängert. In der ersten Jahreshälfte 2018 stand Wenzl im Aufgebot der zweiten Herrenmannschaft des FC Bayern München, bestritt für diese aber keinen Einsatz.